# Betacoronavirus
Betacoronavirusurile (Betacoronavirus) este un gen de virusuri învelite cu genom ARN monocatenar liniar cu sens + din familia coronaviride care infectează oamenii și mamiferele domestice și sălbatice (bovine, ecvine, porcine, șoareci, șobolani, arici), în special chiropterele (liliecii) și provoacă afecțiuni respiratorii severe, gastrointestinale, hepatice, pulmonare etc.

## Sistematica
Genul Betacoronavirus include 10 specii de virusuri:
- Betacoronavirusul 1
  - Coronavirusul bovin
  - Coronavirusul ecvin
  - Virusul hemaglutinant al encefalomielitei porcine
  - Coronavirusul uman OC43
- Coronavirusul uman HKU1
- Coronavirusul murin
  - Virusul hepatitei murine
  - Virusul sialodacrioadenitei șobolanilor
  - Coronavirusul șobolanilor Parker
- Coronavirusul sindromului acut respirator sever (Coronavirusul SARS)
- Coronavirusul sindromului respirator din Orientul Mijlociu (MERS-CoV, Coronavirusul MERS)
- Coronavirusul sindromului respirator acut sever 2 (Coronavirusul SARS-CoV-2)
- Coronavirusul aricilor (EriCoV)
- Coronavirusul liliecilor Pipistrellus HKU5
- Coronavirusul liliecilor Rousettus HKU9
- Coronavirusul liliecilor Tylonycteris HKU4
- China Rattus coronavirus HKU24